# دساسة
الدَّسَّاسَة(بالإنجليزية: Chalcides)‏ هو جنس من السقنقورية. وقد تسمى حُلَكَة أو حَلْكَاء أو حُلْكَى أو لُحكَاء أو لَحْكَاة، ولكن قيل في المرجع أنها دويبة شبيهة بالعظاء وليس الجنس.

## الأنواع
من أنواعها:
- دساسة نمرة
- دساسة مخططة